# 미국 v. 알바레즈 (미연방대법원, 2012)
United States v. Alvarez 사건 567 US 709(2012) 은 미국 연방대법원이 2005년의 Stolen Valor Act(용맹 도난 방지법)를 위헌이라고 판단한 획기적인 판결이다. 2005년의 Stolen Valor Act(용맹 도난 방지법)는 군 훈장의 보유에 관한 허위 진술을 범죄로 규정하는 연방법이었다. 이 법률은 연방의회에서 통과되었는데, 정당한 훈장 수상자들의 용맹을 보호하기 위해 사람들이 허위로 훈장을 수여받았다고 주장하는 사례를 막기 위한 노력의 일환이었다. 미연방대법원은 6대 3으로 이 법이 위헌이며 연방헌법 증보 제1조가 보장하는 표현의 자유를 침해했다는 점에 동의했다. (원심법원인) 제9연방항소법원이 앞서 선고했던 판결을 재확인하는 것이긴 하지만, 연방대법원은 이 결론을 뒷받침하는 단일의 논거에 합의를 이루지는 못했다. 4인의 연방대법관들은 진술의 허위성 그 자체만으로는 연방헌법 증보 제1조의 보호에서 제외하기에 충분하지 않다고 결론지었다. 또 다른 두 명의 연방대법관은, 허위 진술이 어느 정도는 보호받을 수 있다고 하면서, Stolen Valor Act(용맹 도난 방지법)가 위헌인 이유는 덜 제한적인 방법으로 입법 목적을 달성할 수 있기 때문이라고 결론을 내렸다.
재향 군인 단체와 정치인들은 이 판결에 대해 부정적으로 반응했다. 판결이 내려진 지 몇 달 후, 연방의회의 하원과 상원은 연방대법원의 판결에서 제시된 제안을 바탕으로 2005년의 법(Stolen Valor Act)을 대신하는 새로운 버전을 통과시켰다. 연방대법원이 2005년의 법에 따른 유죄인정을 파기했음에도 불구하고, 알바레즈(Alvarez)는 다른 사유에 의해 사기죄로 여전히 감옥에 갇혔다.

## 사건의 배경

### 2005년의 용맹 도난 방지법 (연방법률)
조지 W. 부시 대통령은 2005년의 용맹 도난 방지법(18 U.S.C. § 704)에 2006년 12월 20일 서명했다 이 법률은 군(軍)의 훈장을 무단으로 착용, 제조 또는 판매하는 행위를 규율하는 이전의 규정을 확대한 것인데, 군 훈장을 받았다고 허위 진술을 하거나 주장하는 행위를 경범죄로 규정하였다. 유죄 인정을 받은 경우, 피고인은 최대 6개월 동안 구금될 수 있다. 단, 거짓 주장된 훈장이 명예훈장인 경우에는 최대 1년까지 구금될 수 있다. 연방의회의 제안자들은, 사기꾼들이 이라크와 아프가니스탄에서 전투를 마치고 돌아온 군인들의 "용맹을 훔치는" 것을 방지하기 위해 이 법이 통과된 것이라고 주장했다.

### 알바레즈의 진술
2007년에 캘리포니아주 클레어몬트에서 열린 쓰리 밸리 수자원 지구 이사회 회의에서 신입 위원인 자비에 알바레즈(Xavier Alvarez)는 자신을 소개하면서 "저는 퇴역한 지 25년 된 해병이다. 저는 2001년에 퇴역했다. 1987년에 저는 연방의회의 명예훈장을 받았다. 저는 같은 놈에게 여러 번 부상을 입었다."라고 말했다.
이 발언은 사실이 아니었기 때문에, 알바레즈는 2005년의 Stolen Valor Act(용맹 도난 방지법) 위반 혐의로 기소되었다. 배심재판이 열릴 예정이었던 캘리포니아 중부 관할의 연방지방법원은 이 법률이 위헌이라는 알바레즈의 주장을 기각했다. 1심의 결정은 제9연방항소법원의 3인 합의부에 의해 파기되었는데, 항소법원은 이 법률을 무효라고 결정했다.
연방정부는 항소법원의 결정에 불복하였고, 2011년에 연방대법원은 상고를 받아들였다. 

## 연방대법원의 구두 변론
연방대법원은 2012년 2월 22일 구두 변론을 열었다. 연방법무부의 송무차관인 도널드 베릴리 2세(Donald Verrilli Jr.)가 미국 정부를 대표하여 변론하였다. 연방 국선변호인 조나단 리비(Jonathan D. Libby)가 알바레즈(Alvarez)를 대리하여 변론하였다.

베릴리(Verrilli)가 먼저 입을 열었다. 그는 군(軍)의 명예가 군대의 핵심 가치에 영향을 미치며 용맹 도난 방지법(Stolen Valor Act)은 그저 이러한 핵심 가치를 보호하는 것을 목표로 한다고 설명하였다. 이에 즉각, 소니아 소토마요(Sonia Sotomayor) 대법관이 베를리(Verrilli)에게 다음과 같은 가설적 사례를 물었다.
베트남 전쟁 중에, 어떤 한 시위자가 "나는 아기들을 죽인 공로로 퍼플 하트 훈장을 받았다."라고 적힌 팻말을 들고 있다. 그는 이 진술이 거짓임을 알고 있다. 그는 퍼플 하트 훈장을 받지 않았다. 그 문구를 보고 저는 그가 훈장을 받은 참전용사로서 그 전쟁을 반대하는 것인지, 아니면 전쟁에 항의하는 시민인지를 확신할 수 없다. 그 사람이 훈장을 받은 참전용사가 아니라면, 그는 이 법률에 따른 책임을 져야하나요?

베를리(Verrilli)는 응수하기를, "그 문구를 본 대중이 그것을 사실의 진술로 받아들이거나 또는 정치적 선동의 하나로 받아들이는 것으로 보이는" 경우에만 그러한 행위는 법률의 적용 대상이 될 것이라고 말했다.

베를리(Verrilli)의 변론 중에 나온 (연방대법관들의) 질문은 군의 명예를 거짓으로 주장함으로써 야기되는 피해가 있는지 여부에 초점을 맞추었다. 허위진술에는 연방헌법 증보 제1조가 보호할만한 가치가 존재하지 않는다는 주장을 뒷받침하기 위해 연방정부가 인용한 거의 모든 선례들을 보면, 연방대법원은 명예훼손의 진술과 같이 다른 사람에게 해를 끼치는 허위 진술을 다루었었다. 베를리(Verrilli)는 이러한 선례들에 입각해서, "연방대법원은 여러 맥락에서 계산된 허위의 진술은 그 자체로 연방헌법 증보 제1조의 보호가치가 없다고 판시해 왔다."라고 진술하였다. 앤써니 케네디(Anthony Kennedy) 연방대법관은 즉시 다음과 같이 반박했다.
글쎄요, 저는 그게 정확히 맞는지 잘 모르겠군요. 그것이 자주 그렇게 말해져 왔지만, 그러나 그 맥락은 항상 문제의 진술이 남에게 해를 끼칠 수 있다고 이해되는 그런 맥락에서였죠... 거짓에는 가치가 없다고 생각하시는거죠. 하지만 저는 우리의 선례에서 그 점을 찾을 수 없으며, 거짓에 가치가 없다고 말하는 것은 너무 포괄적인 명제라고 저는 생각한다. 거짓을 통해 우리는 거짓과 참을 대조해 보게 된다.

리비(Libby)는 연방헌법 증보 제1조가 개인의 인격적 자율성을 보호하기 위한 것임을 강조하면서 반대 변론을 시작하였다. (연방대법관들의) 여러 질문에 답변하면서, 리비(Libby)는 "다른 사람에게 즉각적인 해를 끼치거나 정부 기능에 즉각적인 해를 끼치지 않는 한" 거짓에는 가치가 있다고 말하였는데, 그는 연방대법관들이 명백히 해악이 없다는 점에 대해 불편해하고 있는 지점을 공략하였다.
그러나 리비(Libby)는 이 법률이 어떤 진실된 발언을 위축시키는 바가 없다고 인정하는 바람에, 연방대법원의 판단과정에서 발을 헛디디는 실수를 범했다. 이에 대응해서 케이건(Kagan) 대법관은 다음과 같이 말했다. "그러니까 리비(Libby) 씨, 그건 큰 양보네요. 그러면, 우리 연방대법원이 <i id="mwXA">Gertz</i> 사건에서의 진술이 일종의 과장이고 부풀리기였다고 판단을 해야만, 당신이 이 사건에서 승리할 수 있다고 말하는 셈이군요."

## 연방대법원의 결정
2012년 6월 28일, 의견이 갈라진 연방대법원은 2005년의 용맹 도난 방지법(Stolen Valor Act)이 군 훈장을 받았다는 허위 진술을 금지하는 것은 연방헌법 증보 제1조를 위반하는 것이라고 판단하였다. 그러나 다수의견에 참여한 6인의 대법관들은 이 결론을 뒷받침하는 단일의 논거에 합의를 이루지는 못했다.  2005년의 용맹 도난 방지법(Stolen Valor Act)에는 위헌부분을 분리해내어 판결하게 하는 조항(provision of severability)이 포함되어 있지 않았기 때문에, 연방대법원은 결국 자유롭게 그 법률 전체를 파기할 수 있었다.

### 케네디 대법관의 상대다수의견
앤써니 케네디(Anthony Kennedy) 대법관은 존 로버츠(John Roberts)  대법원장, 긴스버그(Ruth Bader Ginsburg) 대법관, 소토마요(Sonia Sotomayor) 대법관이 참여한 상대다수의견을 집필하였는데, 허위 진술은 그것이 허위라는 이유만으로 연방헌법 증보 제1조의 보호에서 제외되지 않는다고 판시했다. 케네디 대법관은 “우리 연방대법원은 연방정부가 제시하는 그같은 절대적인 룰을 승인한 적이 없다”고 말했다. "우리의 이전 선례들은 [2005년의] 용맹 도난 방지법(Stolen Valor Act)과 같이 허위만을 표적으로 삼는 입법에 직면해 본 적이 없다." 케네디 대법관은 설명하기를, (위증과 같이) 허위 발언을 처벌하는 사례가 여러 건 있긴 하지만, "허위 진술이 일반적으로 비보호표현의 새로운 유형에 해당한다는 주장을 연방정부는 입증하지 못했다..."라고 하였다.
상대다수의견은 또한 2005년의 용맹 도난 방지법(Stolen Valor Act)이 광범위하게 적용될 수 있다는 점을 언급했다. 케네디는 말하기를, "이 법률은 어느때고, 어디에서든, 또 누구에게든 말해진 허위의 진술에 적용된다"라고 말했다. 이처럼 광범위한 적용가능성이 의미하는 바는, 곧 이 법률은 "적용범위가 포괄적이어서... 연방헌법 증보 제1조와 충돌하며 ...그리하여 이 법률은 마치 집 안에서 개인적으로 속삭이는 대화에도 동일한 구속력으로 적용된다"는 뜻이다.
상대다수의견은 말하기를, 훈장의 가치를 보호해야 하는 정부의 필요성을 놓고 법익형량을 해 볼 때, "군대 서훈제도의 완전성(무결성)을 보호하려는 정부의 이익과, 이 법률이 피고인(피상고인)과 같은 거짓말쟁이의 거짓 주장에 대해 가하는 제재 사이에 그 연관성이 보여지지 않는다"라고 말했다. 더 나아가 케네디 대법관은 '반격 발언'이야말로 이 문제에 대한 충분한 해결책이라고 말했다: "알바레즈의 허위 주장을 들은 진짜 훈장 보유자는 공동체가 그 허위에 대해 분노를 표출하는 것으로써 그의 명예는 회복되는 것이라고 추정하는 것이 타당하다. ... 진실은 그 정당성을 옹호하기 위해 수갑이나 경찰배지를 필요로 하지 않는다."
케네디 대법관은 다음과 같이 썼다: “지붕 위에서 소리를 지르든 혹은 거의 들리지 않는 속삭임으로든, 이같은 (허위의) 말을 정부가 범죄로 규정하도록 허용한다면, 그것은 정부 당국이 허위 진술을 처벌할 수 있는 주제의 목록을 작성하도록 승인해주는 셈이 된다. 그같은 정부의 권력은 명확한 제한 원칙이 없이 무제한의 것이 된다. 우리 헌법의 전통은 (전체주의 국가인) 오세아니아의 진실부(眞實部)가 필요하다는 생각에 반대한다."라고 조지 오웰의 소설 1984를 인용하였다.

### 브라이어 대법관의 별개의견
브라이어(Stephen Breyer) 대법관은 케이건(Elena Kagan) 대법관이 참여한 별개의견을 집필하였는데, 그는 2005년의 용맹 도난 방지법(Stolen Valor Act)이 위헌이라는 점에 동의했지만, 그 이유를 완전히 달리하였다.  브라이어(Breyer) 대법관은 상대다수의견이 사용했던 엄격심사 기준이 아니라 "비례성 심사" 또는 "중간급 엄격심사 기준"을 사용하여 자신의 판단을 내렸다. 이 심사기준은 "문제의 법률이 그 정당한 입법목적에 비추어 비례성을 벗어난 표현 관련 해악를 미치는지 여부"를 심사한다. 브라이어 대법관은 말하기를, 연방의회는 훈장 수여자에 관한 데이터베이스를 만들 수도 있었다고 판시한 다음, 정부의 이익을 달성하기 위한 덜 제한적인 수단이 있다고 말했다.

### 알리토 대법관의 반대의견
알리토(Samuel Alito) 대법관은 스컬리어(Antonin Scalia) 대법관, 토머스(Clarence Thomas) 대법관이 참여한 반대의견에서 이 법률을 파기하는 연방대법원의 결정에 반대했다.  알리토(Alito) 대법관에게 있어 이 위헌 결정은 "오랜 동안의 수많은 선례들로부터 급격히 멀어지는 것으로서, 지난 선례들에 의하면, 실제적인 해악을 끼치고 아무런 정당한 이익에 기여하지 않는 그런 허위 사실의 진술은 표현의 자유에 의해 보호되지 않는다."는 것이다.  알리토 대법관은 다음과 같이 말했다: "[2005년의] 용맹 도난 방지법은 국민이 선출한 대의자들의 판단, 즉 군대의 서훈에 대한 거짓 진술은 민간의 서훈에 대한 거짓 진술과는 매우 다르다는 입법적 판단을 나타낸 것이다... [이 법률]은 중요한 문제를 해결하기 위해 제정된 협소한 법이며 표현의 자유를 전혀 위협하지 않는다."

## 후속 반응

### 긍정적 평가
이 결정은 다양한 정치적 성향의 스펙트럼 전반에 걸쳐 헌법적 근거를 바탕으로 칭찬을 받았다. 연방헌법 증보 제1조 센터는 이 결정을 "표현의 자유와 상식의 승리"라고 불렀다.
알바레즈의 변호사는 이 결정을 칭찬하면서, "연방헌법 증보 제1조는 우리 미국인이 말할 수 있는 많은 것들을 보호한다... 정부는 우리가 무엇을 말할 수 있고 무엇을 말할 수 없는지를 결정할 권리를 가지지 않는다.”

### 부정적 평가
일부 재향군인 단체의 지도자들은 이 결정에 실망했다. 외국전쟁 참전용사회(VFW)의 대변인은 "이 판결에도 불구하고, VFW는 계속해서 터무니없는 이야기들에 문제를 제기하고, 억제책으로서 최대한 이들 거짓된 영웅들을 밝혀내어 공표할 것이다"라고 말했다. 베트남 전쟁에서 훈장을 받은 해롤드 A. 프리츠(Harold A. Fritz)는 VFW의 입장에 동의하면서 "훈장은 천 조각에 달린 금속 조각 그 이상의 것이다. ... 그리고 그것을 더럽히는 사람들은 ... 처벌을 받아야 한다."  용맹 도난 방지법을 제안했던 의원들은 향후 더욱 제한적인 법안을 제출하겠다고 약속했다.
미국재향군인회(American Legion)는 규율대상을 보다 좁히면 그 법률은 헌법적 심사를 통과할 것이라는 희망을 표명했다. 미국재향군인회의 전국사령관인 팡 웡(Fang Wong)은 "전통적인 사기 요소를 포함하는 보다 좁게 맞춤화된 법률이라면 합헌으로 승인될 것이라는 점을 시사하고 있는 결정 부분에 대해서는 기분이 좋았다"라고 말했다.

## 후속의 파장
알바레즈는 건강보험 혜택을 허위로 받아 정부를 속였다는 혐의로 법적 문제를 계속 안고 있었다. 그는 2009년에 공금 유용, 절도, 보험 사기 혐의로 유죄 판결을 받고 주 교도소 5년 형을 선고받았으며, 2012년 3월에 칼리파트리아 주 교도소에서 석방되었다.

## 개정 법률의 내용
2012년에, 연방대법원의 결정에 따라 2005년의 용맹 도난 방지법(Stolen Valor Act of 2005)을 개정하려는 노력이 시작되었다. 그 결과가 2013년의 용맹 도난 방지법(Stolen Valor Act of 2013)이었다. 이 개정 법률은 연방의회를 통과하여 버락 오바마 대통령이 최종적으로 서명하였다. 군대 서훈 목록 중의 하나를 받았다는 틀린 주장 외에 속여서 이익이나 가치 있는 것을 얻으려는 의도가 범죄구성요건으로 추가되었다.

## 추가 참조
- 연방헌법 증보 제1조와 관련된 미연방대법원 사건 목록

## 후주
1. ↑  Anne C. Mulkern (2006년 12월 20일). “Rep. Salazar's bill on falsely claiming medals now a law”. 《The Denver Post》. 2007년 6월 29일에 원본 문서에서 보존된 문서. 2006년 12월 22일에 확인함.
2. ↑   (2012). Text
3. 1 2 3 4 5  Harvard Law Review 2012.
4. ↑  Christian Davenport (2010년 5월 10일). “One man's database helps uncover cases of falsified valor”. 《The Washington Post》. 2012년 3월 31일에 원본 문서에서 보존된 문서. 2011년 12월 20일에 확인함.
5. ↑  617 F. 3d 1198, 1201–1202 (CA9 2010).
6. ↑  United States v. Alvarez, 132 S. Ct. 1421, 585–586 (S. Ct. 2012).
7. ↑  617 F. 3d 1218 (CA9 2010).
8. 1 2  “Oral Argument Transcript” (PDF). 2017년 2월 15일에 원본 문서 (PDF)에서 보존된 문서. 2018년 5월 14일에 확인함.
9. ↑  Questions Presented in the transcript at page 4 보관됨 2017-02-15 - 웨이백 머신.
10. ↑  Id. at 5 보관됨 2017-02-15 - 웨이백 머신.
11. ↑  Id. at 4–5 보관됨 2017-02-15 - 웨이백 머신.
12. ↑  Id. at 6 보관됨 2017-02-15 - 웨이백 머신,
13. ↑  Id. at 27 보관됨 2017-02-15 - 웨이백 머신.
14. ↑  Id. at 36–37 보관됨 2017-02-15 - 웨이백 머신.
15. ↑  Holland, Jesse J. (2012년 6월 28일). “Court tosses law about false claims on medals”. 《San Francisco Chronicle》. Associated Press. 2012년 6월 28일에 원본 문서에서 보존된 문서. 2012년 6월 29일에 확인함.
16. ↑  United States v. Alvarez, 132 S. Ct. 1421, 582 (S. Ct. 2012).
17. ↑  United States v. Alvarez, 132 S. Ct. 1421, 588 (S. Ct. 2012).
18. ↑  United States v. Alvarez, 132 S. Ct. 1421, 590 (S. Ct. 2012).
19. ↑  United States v. Alvarez, 132 S. Ct. 1421, 589–590 (S. Ct. 2012).
20. ↑  United States v. Alvarez, 132 S. Ct. 1421, 592 (S. Ct. 2012).
21. ↑  United States v. Alvarez, 132 S. Ct. 1421, 594 (S. Ct. 2012).
22. 1 2  United States v. Alvarez, 132 S. Ct. 1421, 595 (S. Ct. 2012).
23. ↑  United States v. Alvarez, 132 S. Ct. 1421, 599–600 (S. Ct. 2012).
24. ↑  “First Amendment Center | Freedom Forum Institute”. 2016년 2월 16일에 원본 문서에서 보존된 문서. 2016년 2월 2일에 확인함.
25. ↑  Feldman, Noah (2012년 7월 2일). “Liars have a constitutional right to free speech”. Bloomburg News. 2015년 11월 17일에 원본 문서에서 보존된 문서. 2012년 12월 20일에 확인함.
26. ↑  Dao, James (2012년 6월 28일). “Lying About Earning War Medals Is Protected Speech, Justices Rule”. 《The New York Times》. 2021년 3월 9일에 원본 문서에서 보존된 문서. 2012년 12월 22일에 확인함.
27. ↑  “Supreme Court strikes down Stolen Valor Act – USATODAY.com”. 2016년 4월 7일에 원본 문서에서 보존된 문서. 2016년 2월 2일에 확인함.
28. ↑  Day, Lucky (2009년 10월 1일). “Three Corners Politics: Water board director Xavier Alvarez sentenced to five years' prison”. Threecornerspolitics.blogspot.com. 2015년 7월 16일에 원본 문서에서 보존된 문서. 2012년 10월 30일에 확인함.
29. ↑  Pamer, Melissa (2012년 6월 28일). “High Court Throws Out Conviction for Pomona Man Who Lied About Military Service | NBC Southern California”. NBC Los Angeles. 2016년 3월 5일에 원본 문서에서 보존된 문서. 2012년 10월 30일에 확인함.
30. ↑  Jordan, Bryant (2013년 6월 3일). “Obama Signs New Stolen Valor Act”. Military.com. 2015년 4월 6일에 원본 문서에서 보존된 문서. 2015년 4월 10일에 확인함.

## 참고자료
- “Freedom of Speech – False Statements of Fact: United States v. Alvarez” (PDF). 《Harvard Law Review》 126 (1): 196–206. 2012. 2016년 3월 4일에 원본 문서 (PDF)에서 보존된 문서. 2023년 11월 1일에 확인함.